# 福家英登

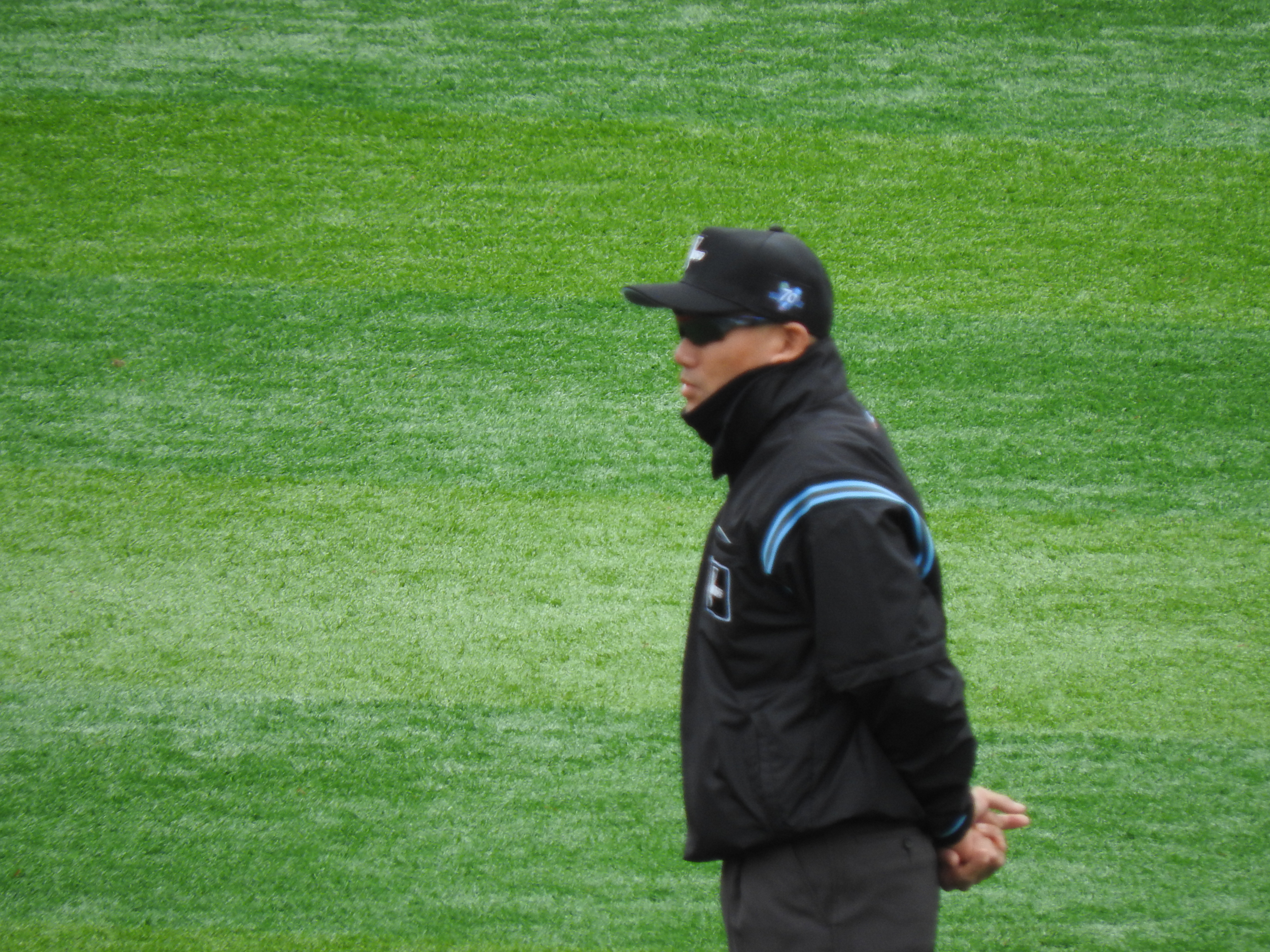
2019年4月14日 横浜スタジアムにて

福家 英登（ふけ ひでと、1979年12月14日 - ）は、香川県綾歌郡綾川町出身のプロ野球審判員。審判員袖番号は33。

## 来歴・人物
坂出一高校卒業後に広島のスポーツ医学専門学校へ進学し、野球部で審判技術を学んだ。更に二度アメリカへ海外留学し、ジム・エバンス審判学校、ハリー・ウェンデルステッド審判学校に所属した。
近畿大学を経て、2003年からパシフィック・リーグ審判員となる。香川県出身の審判員は沖克己以来だった。
プロ野球審判を目指すきっかけは軟式野球の審判をやっていた父親の影響と語っている。
2012年にオールスターゲームに初出場し、松山・坊っちゃんスタジアムで行われた第2戦で球審を務めた。
2015年3月3日、香川県丸亀市に完成した丸亀市民球場（四国Cスタ丸亀）のこけら落としイベントとして行われたオープン戦の阪神対ソフトバンク戦で球審を務めた。
テレビ中継等でアナウンサーなどが「ふくや」と呼び間違えることがあるが正しくは「ふけ」である。
2019年に日本シリーズ初出場を果たし、第2戦で球審を務めた。
2022年の日本シリーズ第5戦で三塁審判を務め、史上134人目となる1000試合出場を果たした。
2025年シーズンよりクルーチーフに昇格。

## 注目を浴びた判定
- 2019年7月30日 阪神－中日 15回戦（甲子園）球審

6回裏、無死二塁でタイガース8番打者の梅野が送りバントをしたが、バッターボックス上の小フライとなり、その打球を処理しようとしたドラゴンズ捕手の木下拓のプレーの妨げになったため、間髪を入れずに梅野に守備妨害を宣告した。その後の監督への説明、場内放送を的確に行った。

## 審判出場記録
- 初出場：2006年4月12日、オリックス対西武3回戦（スカイマーク）、二塁塁審。
- 出場試合数：1214試合
- オールスター出場：2回（2012年、2019年）
- 日本シリーズ出場：4回（2019年、2022年、2023年、2024年）

※記録は2024年シーズン終了時。

## 表彰
- 審判員奨励賞：1回（2021年[6]）
- ウエスタン・リーグ優秀審判員：1回（2007年）
- ファインジャッジ賞：1回（2019年、2022年[7]）

（記録は2023年シーズン終了時）